# 慕德贵
慕德贵（1959年8月—），吉林集安人。男，汉族。中华人民共和国政治人物。1982年2月参加工作，1987年5月加入中国共产党。贵州工学院机械系机械制造工艺及设备专业毕业，贵州工业大学与加拿大魁北克大学席提米分校合办的项目管理专业在职研究生学历。

## 生平
历任中共贵州省安顺地委委员、安顺市委书记、西秀区委书记，安顺市委副书记、副市长、代市长、市长，遵义市委副书记、代市长、市长、市委书记等职。2011年2月，任贵州省人民政府省长助理。2012年1月14日，当选贵州省人民政府副省长。2015年4月，任中共贵州省委常委、贵州省人民政府副省长。2017年4月，任中共贵州省委常委、宣传部部长。2017年6月，卸任副省长。2020年1月，任贵州省人大常委会副主任。